# Бука (компания)

Прежний логотип с 1993 по 2009 гг.

«Бу́ка» (англ. Buka Entertainment) — один из ведущих в России издателей и дистрибьюторов компьютерных игр зарубежного и собственного производства. Принадлежит компании «1C». Основана в 1993 году в России. В головном офисе компании в Москве работают более ста человек, занятых в основном в области продюсирования, маркетинга и продаж.
«Бука» работает на мировом рынке: компания имеет свою международную дистрибьюторскую сеть. На 2012 год «Бука» работала более чем в 50 странах мира. «Бука» сотрудничает с известными компаниями в области индустрии электронных развлечений: Valve, Deep Silver, Ubisoft, Square Enix, Alawar, Croteam, 3DO и другими. С 2014 года «Бука» начала издавать игры и приложения для мобильных устройств.

## История компании
- 1993 — основание компании как дистрибьютора видео и компьютерных игр[2].
- 1994—1995 — «Бука» становится представителем большинства крупнейших зарубежных игровых издательств в России[2].
- 1995—1996 — «Бука» становится представителем в России компаний Sega, Nintendo, Sony по распространению игровых приставок этих компаний[2][3].
- 1996 — «Бука» приступает к издательству собственных игр; первым продуктом компании становится «Русская рулетка» — игра, которая была продана впервые в России в количестве 15000 экземпляров в коробочном варианте[2].
- 1997 — игры «Буки» «Аллоды» и «Вангеры» лицензированы на международный рынок[2].
- 1998 — «Бука» впервые в России выпускает игры в минимальной комплектации (т. н. jewel case), что вскоре становится стандартом рынка[2].
- 1998 — «Бука» выпускает квест «Петька и Василий Иванович спасают галактику», завоевавший множество наград[3].
- 1999 — «Бука» разрабатывает направление полных локализаций, выведя этот вид издания игр в России на принципиально иной уровень выпуском «Героев меча и магии III» — первого продукта ведущего зарубежного издателя, выпущенного в экономичном варианте (jewel case)[2][3].
- 1999 — «Бука» активно работает на внешнем рынке, в результате чего игра «Дальнобойщики» компании SoftLab лицензируется в 70 странах мира и в некоторых из них достигает вершин хит-парадов.
- 2000 — открыто новое направление «Букашка», специализирующееся на выпуске российских и локализованных детских продуктов.
- 2001 — «Бука» продюсирует и выпускает отечественную игру «Шторм/Echelon», лицензированную в более чем 60 странах мира, и локализует Wizardry 8. В конце года «Бука» выпускает квест «Петька 3: Возвращение Аляски».
- 2002 — «Бука» продюсирует и выпускает отечественную игру «Шторм: Солдаты неба».
- 2003 — выход новых игр, в том числе стратегии в реальном времени «Антанта», вертолётного экшен симулятора «Ударная сила», стратегии с элементами RPG «Магия Войны: Тень Повелителя».
- 2004—2005 гг. — выпуск локализаций, таких как FPS «Far Cry» и «Half-Life 2»[3], «Beyond Good & Evil», RPG «Beyond Divinity. Оковы судьбы», гонки «Richard Burns Rally» и «FlatOut»[3], а также разработка собственных крупных проектов, среди которых наиболее значимыми являются три шутера (Метро-2, Чистильщик и Велиан), Survival horror «Мор. Утопия», RTS&Wargame «Стальные монстры» и продолжение RTS&RPG «Магия Войны: Знамёна Тьмы».
- 2007 — выпуск локализаций Supreme Commander, Supreme Commander: Forged Alliance, Team Fortress 2, открытие направлений мультимедиа и DVD-кино.
- 2008 — приобретение фирмой «1C» компании «Бука». По договору, компании и товарные знаки не объединяются полностью[2].
- 2008 — выход Far Cry 2, Frontlines: Fuel of War, Brothers in Arms: Hell's Highway, Выборы-2008. Геополитический симулятор, Collapse, Симбионт/Swarm.
- 2009 — выход игр Осада онлайн, Петька 9: Пролетарский гламурЪ.
- 2009 — трудные времена. Кризис. В компании большие сокращения, но она продолжает работать и выпускать новые проекты. Такие как «Company of Heroes: Tales of Valor.», " Saints Row 2 "
- 2010 — сотрудничество с компанией «Alawar». Серия игр «Веселая ферма 3». Выход игры «Аватар» (James Cameron's Avatar: The Game), «Collapse Ярость» и «Venetica».
- 2010 — запуск линейки казуальных игр «Бука Лайт», издание первой игры на iPhone, выпуск сборников Premium Games, начало активной работы с геймерским сообществом Рунета.
- 2011 — выпуск локализаций Portal 2, Might & Magic Heroes VI и ряда других ААА-проектов, запуск магазина цифровой дистрибуции shop.buka.ru. Ввод офлайн-турниров по компьютерным играм в разряд регулярных.
- 2012 — «Бука» становится официальным дистрибутором консолей и аксессуаров Microsoft, выходит в свет первая игра, выпущенная Букой одновременно для трёх платформ: PC, Xbox 360 и PS3 (Dirt Showdown)
- 2013 — открыт цифровой магазин БУКИ — shop.buka.ru. Выходят проекты «Metro: Last Light» «DARK» «Saints Row IV» «Arma 3»
- 2014 — компания празднует двадцатилетие. Бука выходит на мобильный рынок и получает статус издателя игр в Steam. Выходят игры «Might and Magic X: Legacy», «Lords of the Fallen», «Sleeping Dogs: Definitive Edition», «Wasteland 2», «Метро 2033. Возвращение», «Risen 3: Titan Lords», «Sniper Elite III», а также «Петька и Василий Иванович спасают Галактику» и «Сибирь» для мобильных телефонов.
- 2015 — компания становится официальным дистрибьютором компании Activision / Blizzard и празднует трехлетие своего цифрового магазина — shop.buka.ru. Выходят проекты «Saints Row IV: Re-Elected», «Final Fantasy Type-0 HD», «Sniper Elite III Ultimate Edition», «Skylanders Trap Team», «Broken Sword 5 — The Serpent’s Curse», «Skylanders SuperChargers», «Guitar Hero Live», «Transformers: Devastation», «Wasteland 2: Director’s Cut», «Dragon Quest Heroes: The World Tree’s Woe and the Blight Below» и «Снупи. Большое приключение». Также расширяется мобильное подразделение компании, на платформах под управлением iOS и Android появляются «Сибирь 2» и «Петька и ВИЧ 2: Судный день».
- 2016 — компания становится официальным дистрибьютором геймпада Steam Controller и устройства Steam Link от Valve. Выходят проекты Deus Ex: Mankind Divided, Rise of the Tomb Raider, Life is Strange, Deadpool, Killing Floor 2, Yesterday: Origins, Homefront: The Revolution, F1 2016, Moto Racer 4, World of Final Fantasy и многие другие.
- 2017 — компания впервые участвует в российском фестивале VK Fest и принимает участие в международной выставке DevGAMM. Кроме того, «Бука» становится официальным дистрибьютором консолей и аксессуаров Nintendo, и революционного устройства для управления взглядом Tobii Eye Tracker 4C. Выходят проекты Bulletstorm: Full Clip Edition, DiRT 4, Yooka-Laylee, Dreamfall Chapters, Crash Bandicoot N.Sane Trilogy, Valkyria Revolution, «Сибирь 3», Puyo Puyo Tetris и многие другие. Мобильное подразделение компании запускает проект «Секреты Келли» на платформах под управлением iOS и Android.
- 2018 — «Бука» выпускает High Noon VR, свою первую игру для шлемов виртуальной реальности HTC Vive и Oculus Rift. На мобильных устройствах под управлением iOS и Android выходит квест «Петька и Василий Иванович 3: Возвращение Аляски. Перезагрузка». Успешная премьера ролевой игры Kingdom Come: Deliverance превзошла все ожидания, по итогам года игра удостоилась множества номинаций и наград в российской прессе. «Бука» анонсирует два собственных проекта: Redeemer: Enchanced Edition и 9 Monkeys of Shaolin. Стенд игры «Метро: Исход» стал одним из самых крупных за всю историю участия «Буки» на ежегодной выставке «Игромир» — за 4 дня его посетило более 2500 человек. Состоялся релиз Dissidia Final Fantasy NT, Secret of Mana, Warhammer 40,000: Inquisitor – Martyr, Conan Exiles, F1 2018, DRAGON QUEST XI: Echoes of an Elusive Age, V-Rally 4, Pathfinder: Kingmaker, Just Cause 4 и других проектов.
- 2019 — компания выступила официальным дистрибьютером шутера Метро: Исход, разработанного украинской студией 4A Games.
- 2021 — В марте, сооснователь и генеральный директор компании «Бука» Александр Михайлов скончался в Москве от инсульта[2][3]. Позже, в июне, умер назначенный генеральным директором и бывший топ-менеджер компании Максим Лельков.

## Участие в выставках
- Компания «Бука» ежегодно принимает участие в крупнейшей российской видеоигровой выставке «ИгроМир», где демонстрирует как новые проекты своих партнеров, так и игры собственного производства. Компания имеет большой опыт в создании концепции и дизайна стендов и игровых зон на выставке, а также в разработке креативной программы и активностей для посетителей «ИгроМира[4]».
- В мае 2017 года на конференции разработчиков игр DevGAMM «Бука» презентовала два новых собственных игровых проекта — динамичный экшен-сайдскроллер Structure и классический 2D-квест Darkestville Castle, номинированный в категории Excellence in Narrative[5].
- Летом 2017 года «Бука» посетила фестиваль поп-культуры VK Fest, который ежегодно собирает на берегу Финского залива более десяти тысяч гостей. В течение двух дней, 15 и 16 июля, всех участников и посетителей фестиваля ждала демонстрация главных игровых новинок компании: Kingdom Come: Deliverance, Agents of Mayhem, Structure и Darkestville Castle[6].
- В марте 2018 года на выставке GDC 2018 в Сан-Франциско «Бука» анонсирует проект 9 Monkeys of Shaolin, вошедший в число избранных 50 игр программы ID@Xbox[7]. Представители разработчиков из Sobaka Studio рассказали о проекте и продемонстрировали всем желающим геймплей игры.
- На международной выставке Gamescom 2018 компания «Бука» совместно с Sobaka Studio представили две игры — вышеупомянутую 9 Monkeys of Shaolin и брутальный экшен Redeemer: Enhanced Edition[8].

## Собственники и руководство
На середину июля 2008 года основными владельцами компании являлись инвестиционный холдинг ФИНАМ и фонд Norum (подконтрольный Европейскому банку реконструкции и развития), вместе контролировавшие 52,9 %. Остальные доли принадлежали основателям компании Игорю Устинову, Андрею Антонову, Олегу Белобородову и Марине Равун.
17 июля 2008 года было объявлено о том, что российская компания 1С договорилась о приобретении 100 % компании «Бука». По данным газеты «Ведомости», сумма сделки составила около $80–90 млн.
По состоянию на 2023 год:
- Собственник — ООО «1С»
- Генеральный директор — Олег Геннадьевич Кудишов

## Обратная связь с покупателями и пользователями
Начиная с 2010 года, компания поддерживает стабильные каналы коммуникации с конечными пользователями своих продуктов — геймерами. Онлайн-представительства компании в сети включают официальную группу на сайте ВКонтакте, страницу в Твиттере, канал на YouTube, а также блог на сайте Gamer.ru.
Офис компании расположен в Москве; также у компании есть представительства в различных регионах России: Западной Сибири, Уральском регионе, Поволжье, Южном федеральном округе и Дальневосточном федеральном округе.

## Награды
За время существования компания получила несколько престижных премий в области игрового бизнеса:
- Диплом VI Всероссийского детского фестиваля визуальных искусств, 25 июля 2002
- Диплом пятого всероссийского фестиваля визуальных искусств, игра «Пятачок» признана лучшей в номинации «Детский уголок», 15 августа 2001
- Диплом V Всероссийского фестиваля визуальных искусств. Игра «Руна» признана лучшей в номинации «Виртуальная реальность». 07.07.2001
- Игра «Герои меча и магии III. Дыхание смерти» стала победителем в номинации "Лучшая локализованная игра " в ходе восьмого традиционного опроса «Лучший продукт на российском компьютерном рынке' 2000»
- Сертификат, подтверждающий, что по результатам исследования «Компьютерная Элита’2000» компания БУКА признана лучшим разработчиком развлекательного ПО, 2000
- Диплом Седьмого международного фестиваля компьютерной графики и анимации, 1999
- Диплом III Всероссийского фестиваля визуальных искусств. Игра «Петька и ВИЧ спасают Галактику» стала победителем в номинации «Русская идея», 1999
- Диплом II международного фестиваля «Дети и Экология» XXI век, игра «Незнайкина грамота» — «самый добрый CD-ROM», 1999
- Диплом Седьмого международного фестиваля компьютерной графики и анимации, игра «Шторм» победила в номинации «Перспективная разработка», 1999
- Диплом Седьмого международного фестиваля компьютерной графики и анимации, компания «Бука» награждается в номинации «За вклад», 1999
- Диплом Седьмого международного фестиваля компьютерной графики и анимации, игра «Громада» признан лучшей в номинации «Лучшая играбельность», 1999
- Игра «Вангеры» признана журналом «Game.exe» лучшей в номинации «Action Game», 1998
- Диплом: игра «Петька и ВИЧ спасают Галактику» стала обладателем people’s choice award в номинации самая прикольная игра года, 1998
- Награда за победу в национальном конкурсе информационных продуктов и услуг «Хрустальный шар», 1998
- Национальная награда за вклад в развитие информационных технологий в России, 1997